# Puerto de Akaroa
El puerto de Akaroa forma parte de la península de Banks, en la región neozelandesa de Canterbury. El puerto entra desde la costa sur de la península, en dirección predominantemente norte. Es una de las dos entradas principales de la península de Banks, en la costa de Canterbury (Nueva Zelanda); la otra es el puerto de Lyttelton, en la costa norte.
El nombre Akaroa es una ortografía alternativa de Whakaroa, Whangaroa o Wangaloa del dialecto kāi tahu del maorí. Whakaroa significa "puerto largo".
El puerto se utilizó comercialmente a mediados del siglo XIX para la caza de ballenas en barco y en tierra. Los cruceros entran ocasionalmente en el puerto, y los pasajeros visitan Akaroa.
La península de Ōnawe se encuentra en la cabeza del puerto, el antiguo emplazamiento de un pā maorí. 

## Asentamientos
La línea de costa del puerto de Akaroa ha estado continuamente habitada desde la década de 1840.
Akaroa, Duvauchelle, Takapūneke, Takamatua, Barrys Bay, French Farm y Wainui se encuentran en la costa del puerto. Están conectadas con el resto de Canterbury a través de la carretera estatal 75. French Bay, el lugar del asentamiento francés de Akaroa, se conocía originalmente como Paka Ariki. 

## Geografía y características naturales

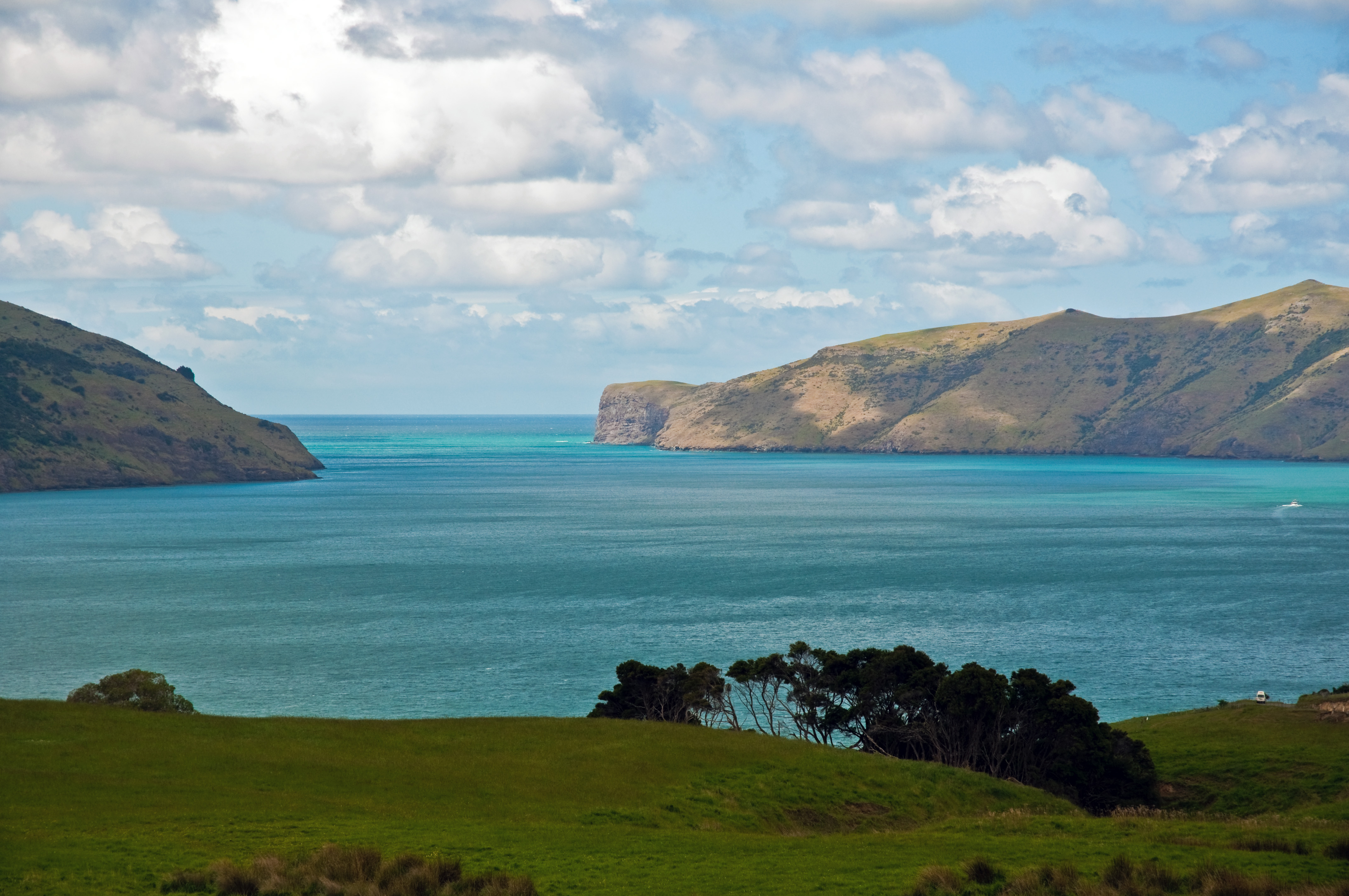
Entrada al puerto de Akaroa, Canterbury, Nueva Zelanda.

El puerto es uno de los dos centros volcánicos erosionados del extinto volcán de la península de Banks.
La reserva marina de Akaroa, de 475 hectáreas, fue aprobada en 2013 tras una campaña de 17 años para conseguir su creación.
Desde 2011, de los siete lugares en los que se toman muestras de la calidad del agua en el puerto, seis están calificados como "buenos" y uno como "regular" en términos de uso recreativo. Las precipitaciones afectan a la clasificación.

## Galería de imágenes

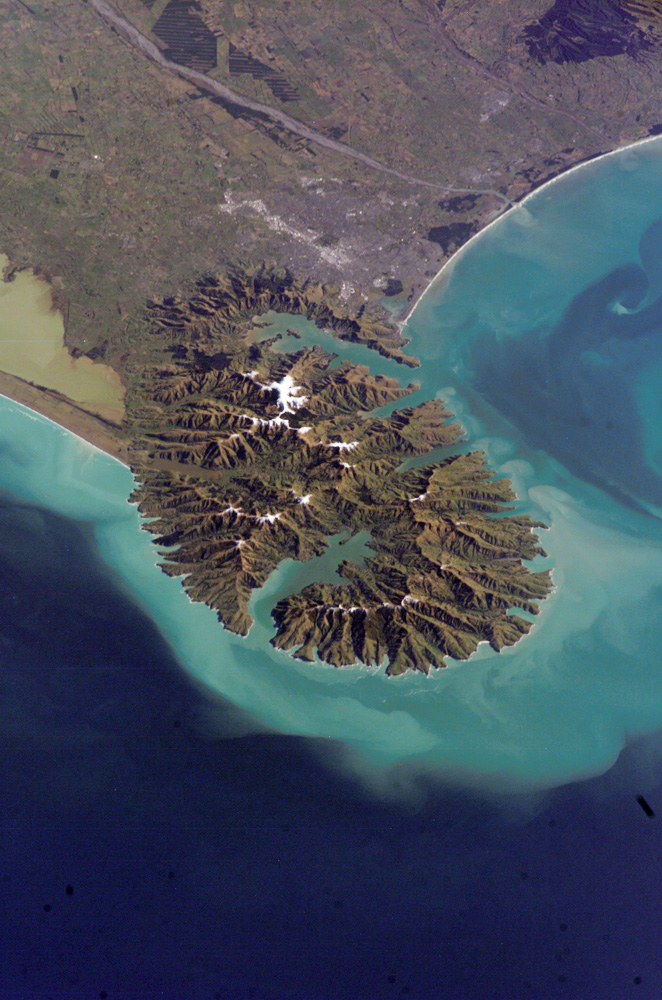
Posición en la península de Banks
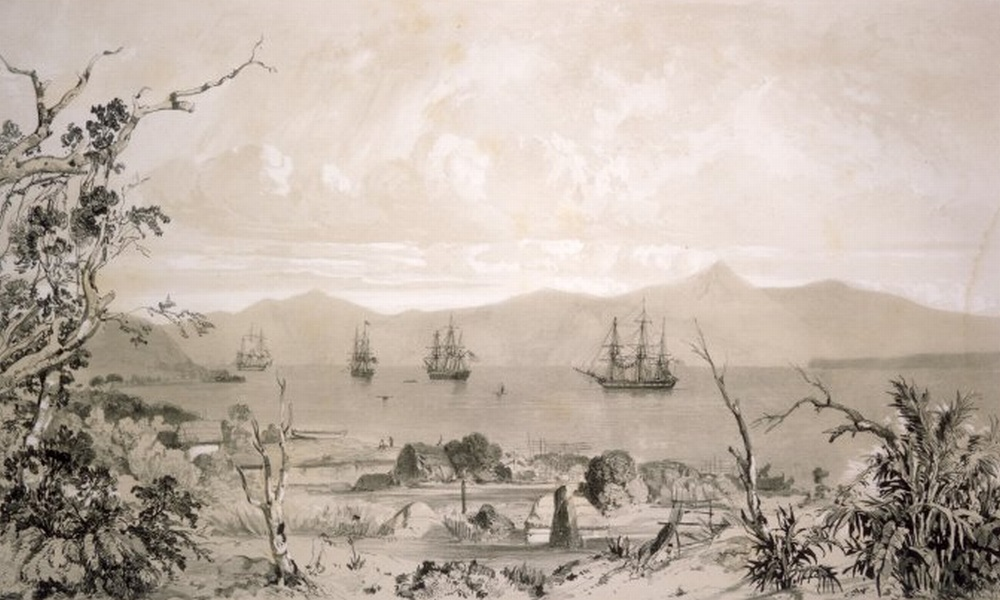
Barcos en el puerto de Akaroa a principios del siglo XIX. En primer plano aparecen algunos whare maoríes.
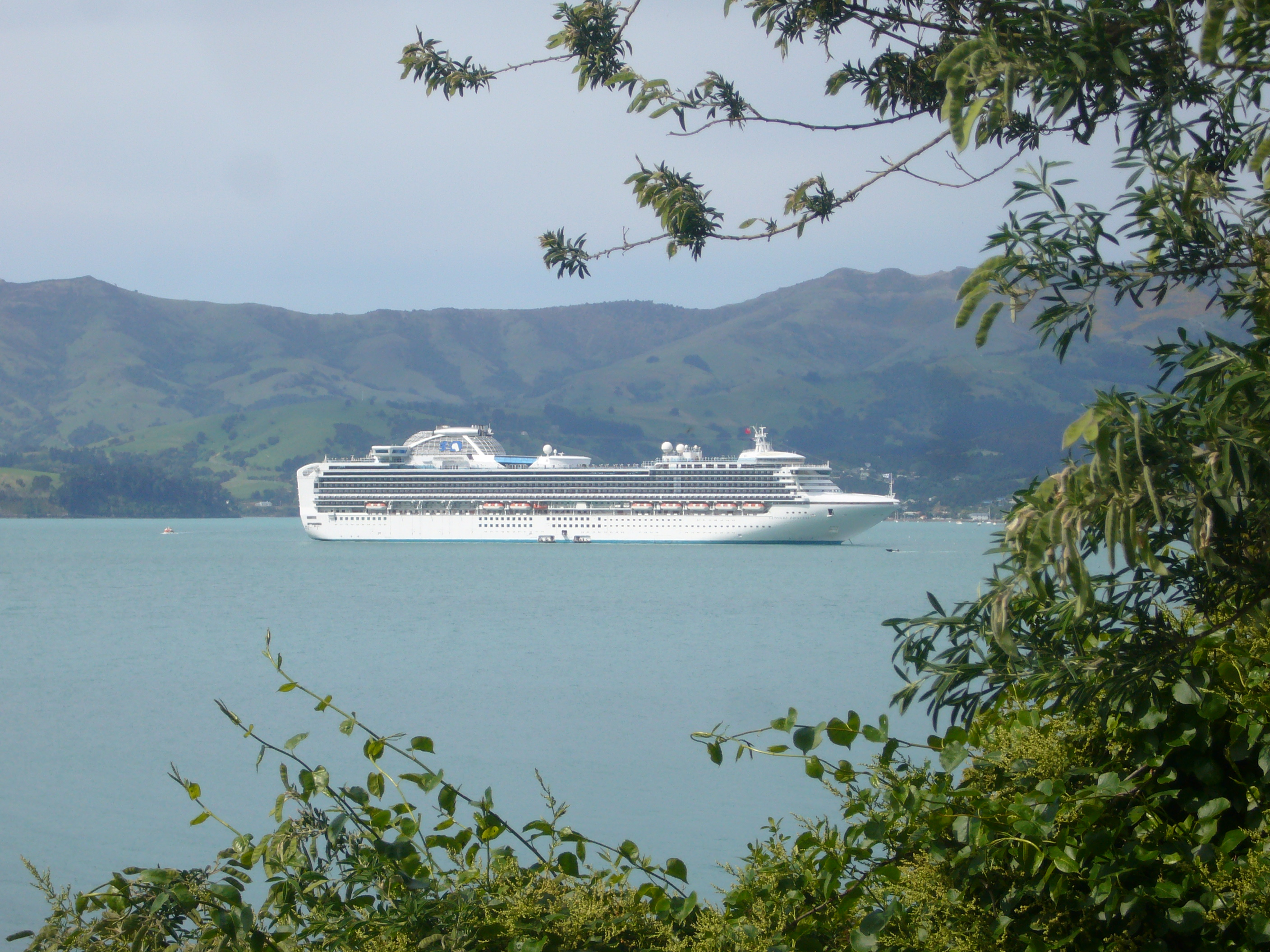
El Sapphire Princess en el puerto de Akaroa. (Octubre 2010)
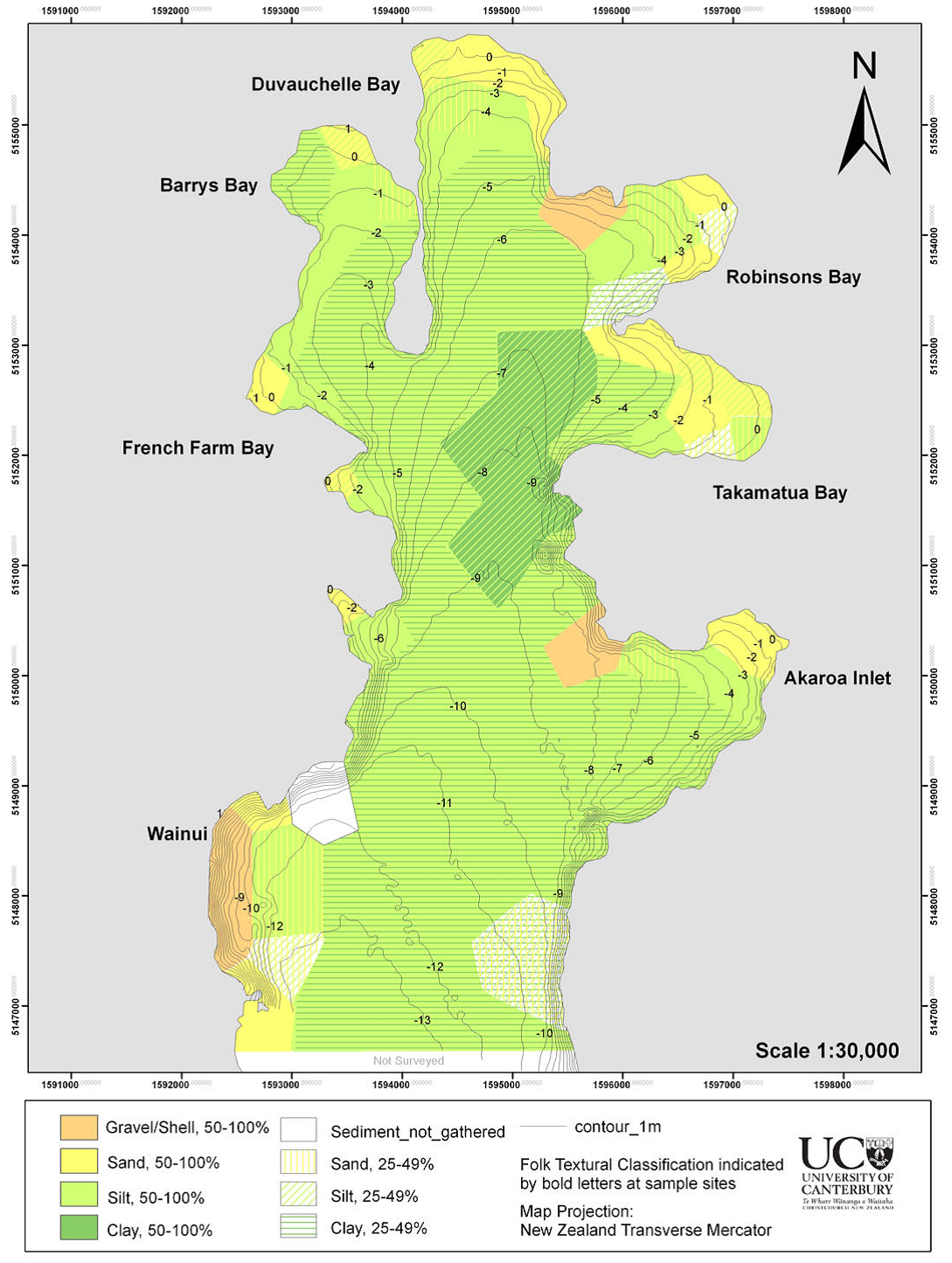
Fondos para el anclaje en el puerto